# Александър Захариев
Александър Захариев или Попзахариев е български духовник, екзархийски наместник в Гевгели, Воден, Петрич и Куманово.

## Биография
Александър Захариев е роден в град Щип, тогава в Османската империя. Учи при Йосиф Ковачев. Работи като учител в махалата Ново село. Ръкоположен е за свещеник и е назначаван за архиерейски наместник в Гевгели, Воден, Петрич (1902-1903) и в други места в Македония. В Петрич си извоюва голям авторитет пред местните хора и османската власт. Захариев основава традицията на Богоявление в града да се извършва водосвет на открито в реката. По време на Горноджумайското въстание от 26 септември до 8 октомври 1902 година е задържан от властите в местния затвор, заедно с други общински членове и градски първенци.
Убит е на 18 февруари 1905 година като архиерейски наместник в Куманово от сръбски терористи. Погребението му се превръща в голям протест на българското население в Куманово и Кумановско. Три дни чаршията на града е затворена в знак на протестен траур.